# Newyćke (przystanek kolejowy)
Newyćke (ukr. Невицьке, węg. Neviczke) – przystanek kolejowy w miejscowości Newyćke, w rejonie użhorodzkim, w obwodzie zakarpackim, na Ukrainie. Położony jest na linii Sambor – Czop.

## Historia
Początkowo stacja kolejowa. Powstała, gdy tereny te należały do Austro-Węgier i początkowo nazywała się Neviczke.